# 福爾克鎮區 (密蘇里州克拉克縣)
福爾克鎮區（英語：Folker Township）是位於美國密蘇里州克拉克縣的一個行政鎮區。

## 地方資料
福爾克鎮區的面積為139.02平方千米，當中陸地面積為137.98平方千米，而水域面積為1.04平方千米。根據2020年美國人口普查的數據，當地共有人口180人，而人口密度為每平方千米1.29人。